# 小贝居安会院 (根特)
小贝居安会院（荷兰语：Klein Begijnhof Gent）又名霍延的圣母贝居安会院（Begijnhof Onze-Lieve-Vrouw Ter Hoye Gent）位于根特南部。

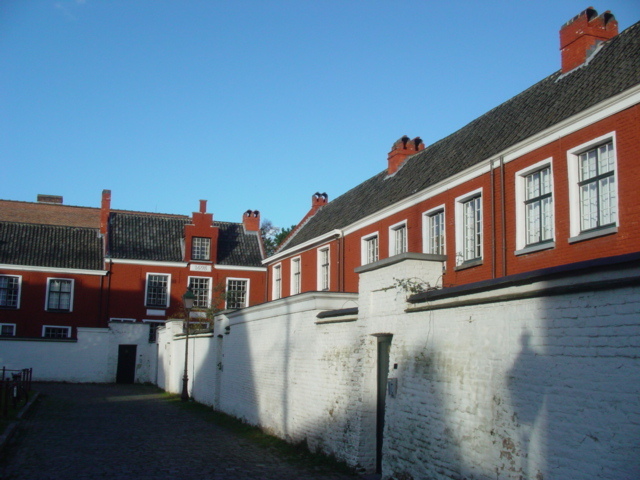
小贝居安会院

## 历史

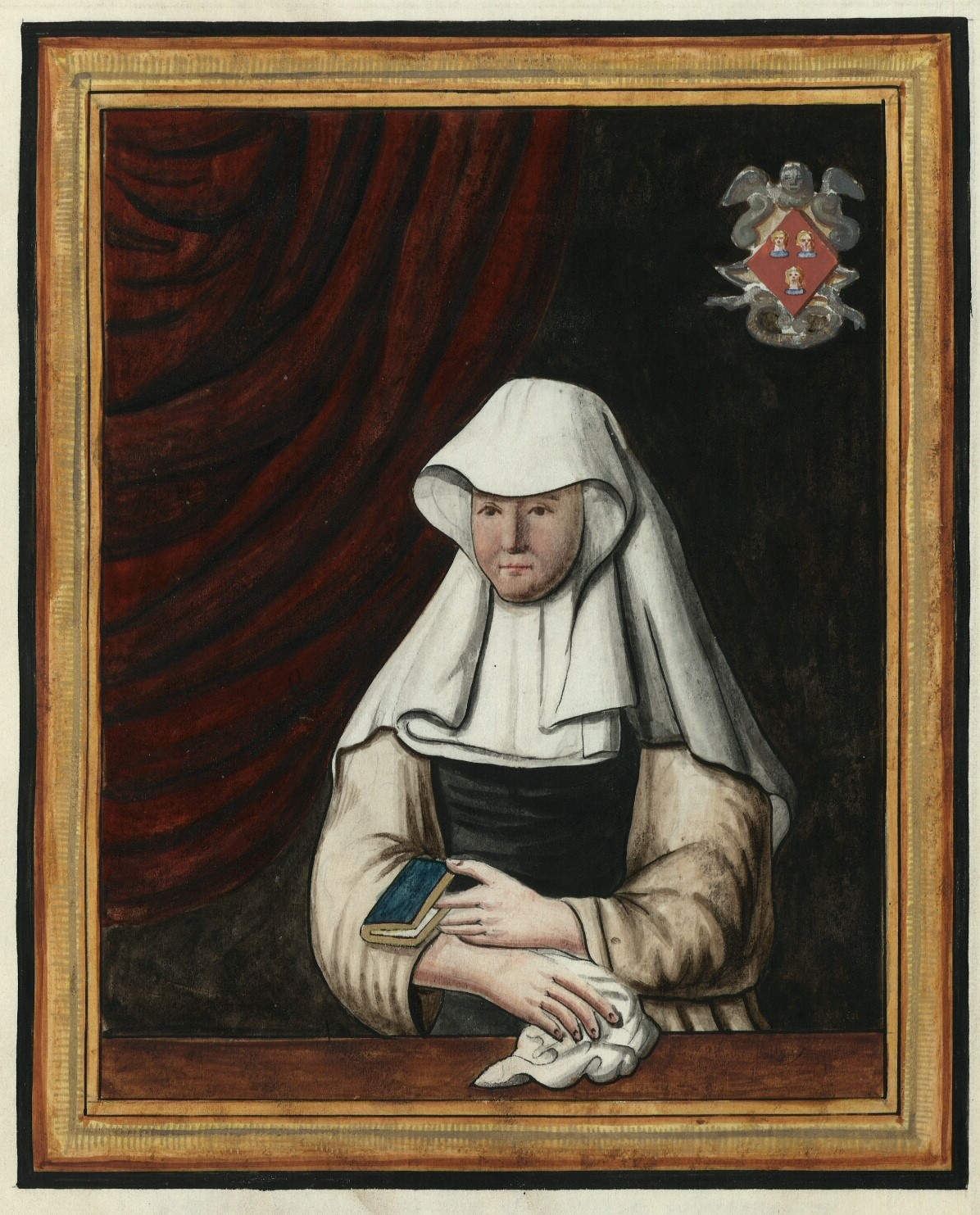
贝居安会士

贝居安会院开始于12世纪。 在根特在1234年建造了2座。

## 建筑
唯一的大门建于1819年，新古典主义风格。所有的建筑都位于院墙内。教堂供奉圣母玛利亚，建于1654-1658年。1716年，建造了巴洛克风格的立面。位于南墙上 的骑手形象来自启示录。